# Psorodonotus inflatus
Psorodonotus inflatus är en insektsart som beskrevs av Boris Petrovich Uvarov 1912. Psorodonotus inflatus ingår i släktet Psorodonotus och familjen vårtbitare. Inga underarter finns listade i Catalogue of Life.